# Olesicampe sinuata
Olesicampe sinuata là một loài tò vò trong họ Ichneumonidae.